# ان‌جی‌سی ۷۳۲۰
ان‌جی‌سی ۷۳۲۰ (انگلیسی: NGC 7320) نام یک کهکشان مارپیچی در صورت فلکی اسب بالدار است.
NGC 7320 یک کهکشان مارپیچی در کوئینتت استفان است. با این حال، این کهکشان عضو واقعی گروه کهکشان نیست، بلکه یک کهکشان خط دید بسیار نزدیکتر در فاصله حدود 40 میلیون سال نوری است، مشابه کهکشان NGC 7331 در نزدیکی. سال نوری دورتر است. NGC 7320 دارای نواحی گسترده H II است که به عنوان حباب های قرمز شناخته می شوند، جایی که تشکیل ستاره فعال در آن رخ می دهد. این کهکشان توسط تلسکوپ فضایی جیمز وب به عنوان بخشی از پنج نفری استفان تصویربرداری شد. این تصویر در 12 جولای 2022 منتشر شد.